# Elizabeth Gardner
Cet article concerne la physicienne britannique. Pour la pilote, voir Elizabeth L. Gardner. Pour La peintre, voir Elizabeth Jane Gardner Bouguereau. Pour les autres significations, voir Gardner.
Elizabeth Gardner (25 août 1957 - 18 juin 1988) est une physicienne théoricienne britannique. Elle est connue pour son travail révolutionnaire sur une transition de phase connue sous le nom de transition Gardner et sur les réseaux désordonnés.

## Enfance et formation
Elizabeth Gardner naît le 25 août 1957 dans le Cheshire, au Royaume-Uni. Ses deux parents, Douglas et Janette, sont ingénieurs chimistes. Gardner s'intéresse à la science dès son plus jeune âge,. En 1975, elle s'inscrit à l'Université d'Édimbourg pour étudier la physique mathématique. Elle obtient son diplôme avec mention et reçoit la médaille Tate, le prix Robert Schlapp et la médaille de classe.
Gardner termine son doctorat à Oxford sous la direction de IJR Aitchison. Sa thèse porte sur la physique des particules et sur les théories de jauge non abéliennes. Malgré les exigences remplies, Gardner n'a pas officiellement obtenu son diplôme d'Oxford.

## Carrière
Après son doctorat, Gardner part au CEA de Saclay, où elle passe deux ans, grâce à une bourse de la Royal Society. Elle travaille sur différents sujets de la théorie des champs et la théorie des systèmes désordonnés ainsi que sur les verres de spin.
En 1984, elle retourne à l'Université d'Édimbourg. Elle a été initialement soutenue par le Science and Engineering Research Council (SERC) pour travailler sur la physique des particules, puis par l'université elle-même pour travailler sur les systèmes désordonnés et les réseaux de neurones.
En 1985, Gardner publie un article intitulé « Spin glasses with p-spin interactions », dans lequel elle décrit pour la première fois une transition de phase qui est maintenant connue sous le nom de transition Gardner. À la transition Gardner, le verre de spin (alliage métallique) devient légèrement stable.
En 1988, Gardner publié deux articles consécutifs, dont l'un avec Bernard Derrida, sur les réseaux de neurones. Il reçoit une attention considérable ces dernières années et a récemment été célébré comme l'un des 50 articles les plus influents publiés dans le Journal of Physics A: Mathematical and Theoretical,,.
La carrière prolifique de Gardner en recherche a été interrompue par le cancer. Elle est diagnostiquée en 1986 et décède le 18 juin 1988.